# Leptotarsus (Macromastix) lunatus lunatus
Leptotarsus (Macromastix) lunatus lunatus is een ondersoort van de tweevleugelige Leptotarsus (Macromastix) lunatus uit de familie langpootmuggen (Tipulidae). De ondersoort komt voor in het Australaziatisch gebied.